# Philippe Guerrier

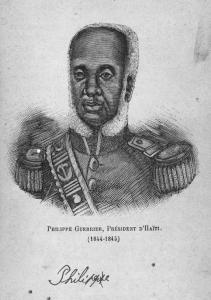
Philippe Guerrier

Philippe Guerrier (* 19. Dezember 1757 in Grande Rivière du Nord; † 15. April 1845 in Saint-Marc) war ein haitianischer Politiker und Präsident von Haiti.

## Biografie

### Militärische Laufbahn
Bereits während des Unabhängigkeitskrieges von 1801 bis 1804 war er Soldat und zeichnete sich als solcher durch besondere Tapferkeit insbesondere in der Schlacht von Vertières aus. Nach der Wiedereinführung der Sklaverei in den französischen Kolonien durch Napoleon Bonaparte besiegen die aufständischen Schwarzen im französischen Teil Hispaniolas unter Jean-Jacques Dessalines am 18. November 1803 die Franzosen in der Schlacht von Vertières entscheidend und erkämpfen damit endgültig die Unabhängigkeit Haitis.
Nach dem Unabhängigkeitskrieg schied er aus der Armee aus und ließ sich als Farmer auf einer Plantage nieder. Für seine Verdienste um die Unabhängigkeit Haitis wurde er später von König Heinrich I. (Henri I.) als Herzog (Duc) de L'Avance in den Adelstand erhoben.

### Präsident 1844 bis 1845

#### Die Aufstände gegen Präsident Riviere-Hérard im Süden und Norden Haitis
Im Département Sud war die Situation spannungsgeladen. Die Kleinbauern von Les Cayes erwarteten die Erfüllung der ihnen zuvor von Charles Rivière-Hérard gemachten Versprechungen. Am 27. März 1844 wurde bei einer Versammlung in Camp-Perrin die leidende Armee ("L'Armée Souffrante") unter der Führung von Jean-Jacques Acaau aufgestellt. Acaau, ein Mann ohne jegliche Schulausbildung, erhielt den Titel eines Generals verliehen und verfügte über das Talent zur Massenmobilisierung. Dadurch wurde er zum Führer des Volksaufstandes, dem am 5. April 1844 die Eroberung von Les Cayes gelang. Im Nachgang kam es zu brutalen und blutigen Gewaltausbrüchen der armen Landbevölkerung gegenüber der reichen Stadtbevölkerung.
Während Acaau als Diktator von Les Cayes herrschte, griffen auch die Kleinbauern von Grand’Anse zu den Waffen. Diese eroberten Jérémie und übernahmen bald die Herrschaft im gesamten Département Nippes. Auch dabei kam es zu Gewaltausbrüchen gegen die Stadtbevölkerung, die der armen Landbevölkerung zuvor Kredite zu hohen Zinsen gewährt hatte und nach Nichtzahlung der Zinsen deren Land vereinnahmte.
Nachdem die Kritik an Präsident Charles Rivière-Hérard auch auf den Norden Haitis übergriff, versagten die Einwohner von Cap-Haïtien in einer Proklamation vom 25. April 1844 dem Präsidenten die weitere Unterstützung seiner Regierung. Zugleich wurde Guerrier durch den Staatsrat zum Präsidenten von Nord-Haiti ernannt.
Obwohl es im Norden politische und Süden landwirtschaftlichen Gründe für die Aufstände gab, hatten beide Regionen des Landes als gemeinsames Ziel den Sturz von Riviere-Hérard, dessen Fehlleistungen die Grundlage für die Aufstände waren. Dieser befand sich in Azua in der Dominikanischen Republik, die sich kurz zuvor am 27. Februar 1844 durch General Pedro Santana von Haiti unabhängig erklärt hatte. Letztlich leistete er jedoch keinen Widerstand gegen seine Absetzung, sondern ging zunächst nach Arcahaie im Département Ouest und später ins Exil nach Jamaika.

#### Präsidentschaft
Am 3. Mai 1844 folgte die Bevölkerung der Hauptstadt Port-au-Prince dem Beispiel von Cap-Haïtien und begrüßte Guerrier feierlich als neuen Präsidenten von Haiti.
Nach der Leistung seines Amtseides am 9. Mai 1844 begann er mit der Wiederherstellung des Friedens im Süden Haitis. Dabei versuchte er auch die ihm durch die Präsidentschaft übertragenen diktatorischen Vollmacht nur moderat zu gebrauchen, so dass auf seine Bitte hin die aufständischen Kleinbauern des Südens letztlich tatsächlich die Waffen niederlegten.
Anschließend begann er mit der Reformierung des öffentlichen Unterrichtswesens und begründete weiterführende Schulen (Lycées) in Cap-Haitien und Les Cayes. Andererseits kam es im politischen System zu einer Änderung des Parlamentarismus, indem die Deputiertenkammer und der Senat durch einen Staatsrat ersetzt wurden.
Guerrier starb im Amt. Einen Tag nach seinem Tod wurde Jean-Louis Pierrot zu seinem Nachfolger gewählt.